# Stonehouse (South Lanarkshire)
Stonehouse ist eine Ortschaft in der schottischen Council Area South Lanarkshire beziehungsweise in der traditionellen Grafschaft Lanarkshire. Sie liegt rund zwölf Kilometer westlich von Lanark und 22 Kilometer südöstlich des Zentrums von Glasgow am rechten Ufer des Avon Waters.

## Geschichte
Die Besiedlung des Standorts ist über 2000 Jahre nachweisbar. Im Mittelalter wurde eine dem Heiligen Ninian geweihte Kirche in Stonehouse errichtet. Eine schweflige Quelle nahe dem Avon-Ufer galt als Heilquelle für Hautkrankheiten. Stonehouse lag im Einzugsgebiet zweier Wehrbauten, Cot Castle und Ringsdale Castle. Wie in zahlreichen Ortschaften in der Umgebung siedelten sich Textilweber in Stonehouse an. Nach dem Niedergang der Kleinwebereien im Zuge der Industrialisierung im 19. Jahrhundert wurde in Stonehouse Kohle abgebaut. Mit der Canderigg Colliery schloss das letzte Bergwerk im Jahre 1954. Die heute genutzte, neogotische St Ninian’s Church wurde 1896 errichtet.
Im Juli 1973 wurde beschlossen Stonehouse als sechste Planstadt im Glasgower Umland zu entwickeln. Obschon bereits Landstücke aufgekauft und Gebäude abgebrochen worden waren, wurde der Plan nach einem Politikwechsel 1976 verworfen.
In der zweiten Hälfte des 19. Jahrhunderts lebten rund 2600 Personen in Stonehouse. Lebten 1951 noch 3493 Personen in Stonehouse, so wuchs die Zahl auf 5506 im Jahre 2011 an.

## Verkehr
Die A71 (Edinburgh–Irvine) verläuft entlang der Nordflanke Stonehouse’. Des Weiteren sind die A723 (Strathaven–Holytown) sowie die A726 (Erskine–Strathaven) innerhalb weniger Kilometer erreichbar. Im Osten besteht Anschluss an die Autobahn M74.
Am Westrand querte die A71 auf der 1823 fertiggestellten Canderside Bridge das Cander Water, das nordöstlich von Stonehouse in das Avon Water mündet. Rund 50 m flussabwärts wurde 1965 ein neuer Überweg fertiggestellt, auf welchem die A71 heute den Fluss quert. Die Canderside Bridge wurde damit obsolet und besitzt heute keine infrastrukturelle Bedeutung mehr.
In Stonehouse befand sich ein Kreuzungsbahnhof der Caledonian Railway. Mit dem Niedergang der Kohleförderung wurde die Strecke in den 1960er Jahren aufgelassen. Der 1904 erbaute Stonehouse Viaduct, auf welchem die Bahnstrecke das Avon Water querte, wurde 1984 mit Ausnahme der Pfeiler abgebaut.